# 우쿠프군

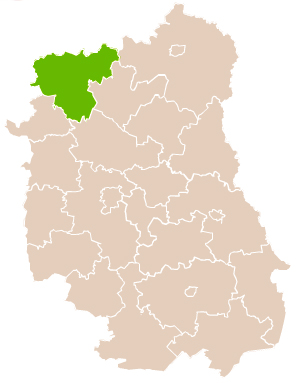
루블린주 지도에 표시된 우쿠프군의 위치

우쿠프군(폴란드어: powiat łukowski)은 폴란드 루블린주에 위치한 군으로 군청 소재지는 우쿠프이며 면적은 1,394.09km2, 인구는 107,144명(2019년 기준), 인구 밀도는 77명/km2이다.
북쪽으로는 마조프셰주 시에들체군, 동쪽으로는 비아와군, 남동쪽으로는 라진군, 남쪽으로는 루바르투프군, 남서쪽으로는 리키군, 서쪽으로는 가르돌린군과 접한다. 11개 지방 자치체(2개 도시, 9개 농촌)를 관할한다.

군 문장